# Frederick Lanchester

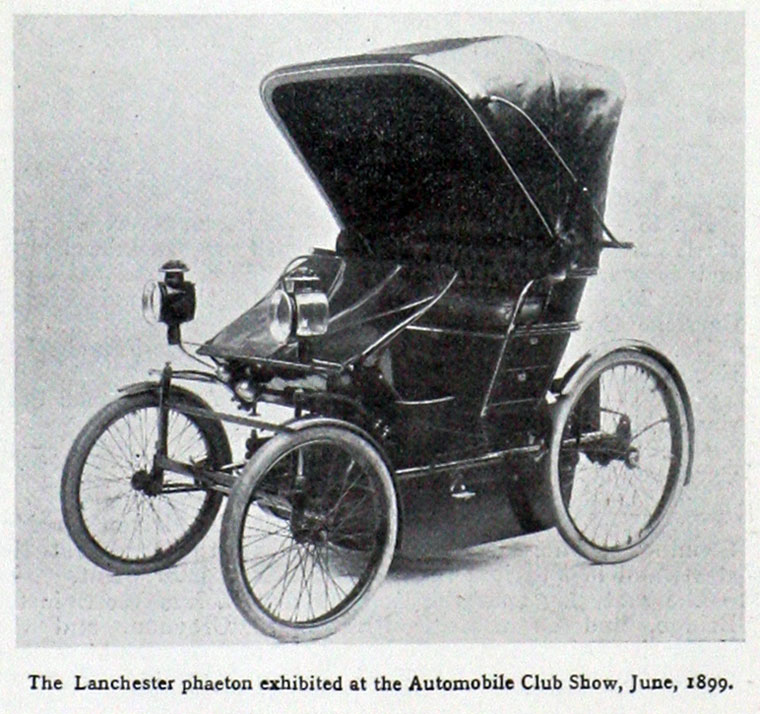
El "Golden Phaeton" de Lanchester (1899)

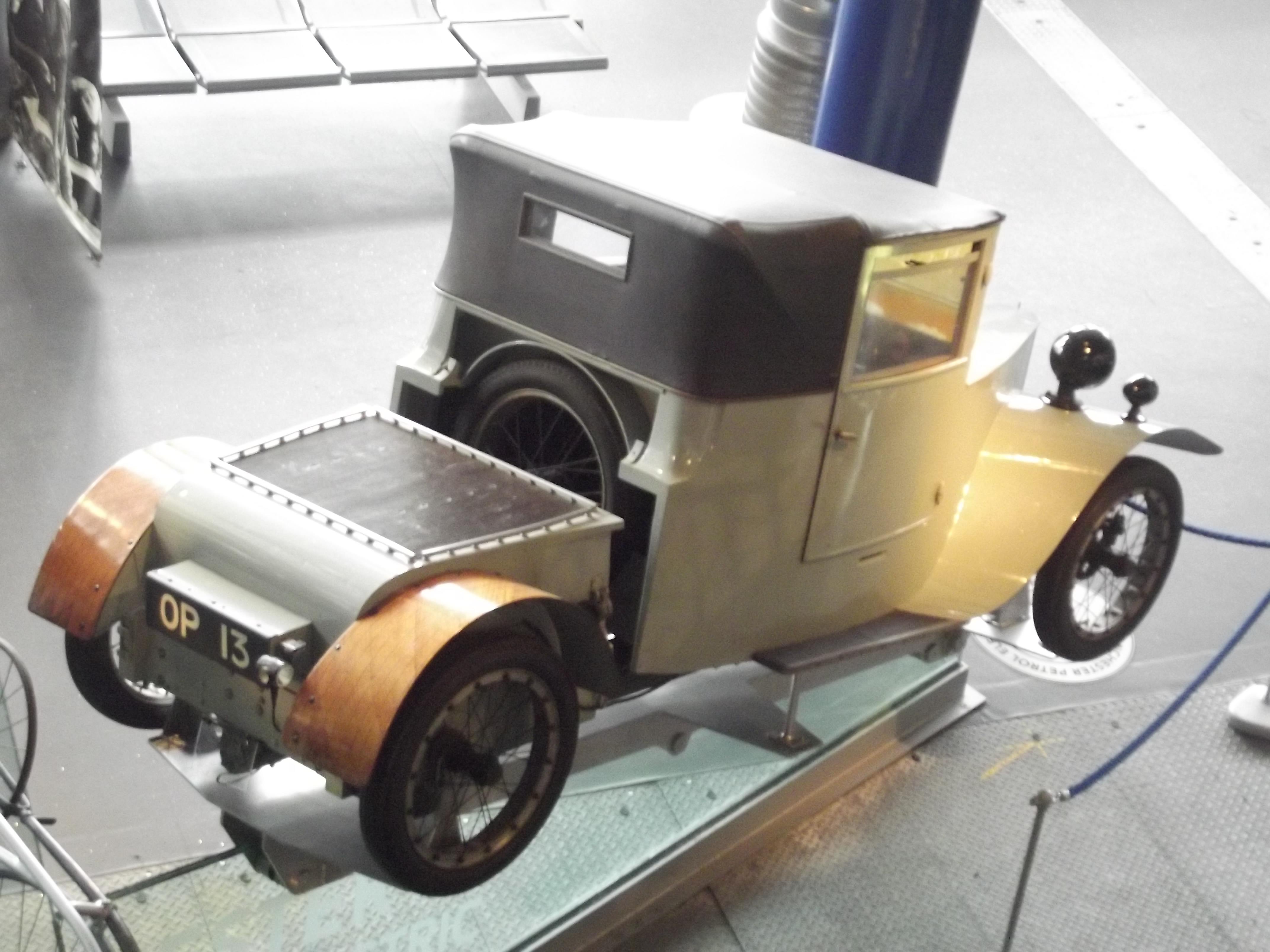
Coche de F. W. Lanchester de 1927 (Thinktank Birmingham Science Museum)

Frederick William Lanchester, Hon FRAeS FRS (23 de octubre de 1868 – 8 de marzo de 1946) fue un polímata inglés famoso por sus decisivas contribuciones a la ingeniería automotriz y aeronáutica, así como por su coautoría de la investigación de operaciones.
Además de sus contribuciones teóricas, fue un pionero que creó la Lanchester Motor Company, una de las primeras compañías automovilísticas británicas. Habitualmente se le considera uno de los tres fundadores de la industria automovilística en el Reino Unido, junto a Harry Ricardo y Henry Royce.

## Biografía

### Primeros años
Lanchester nació en Lewisham, Londres, como hijo de Henry Jones Lanchester, arquitecto, y su esposa Octavia, maestra. Era el cuarto de ocho hijos, siendo su hermano mayor el arquitecto Henry Vaughan Lanchester. Cuando el joven Frederick apenas tenía un año, la familia se trasladó a Brighton y él empezó la preparatoria en un colegio cercano antes de ir a un internado en el que no se distinguió. Llegó a decir a posteriori de sí mismo "parece que la naturaleza estaba conservando su energía". Sin embargo, logró ganar una beca para ir a la Institución Hartley de Southampton, donde tras tres años logró otra beca para ir al Kensington College, del actual Imperial College. Complementó su formación ingenieril asistiendo a clases de la Escuela Técnica Finsbury. A pesar de todo ello, acabó su formación sin haber obtenido ningún título académico formal.
Al acabar sus estudios en 1888 encontró trabajo en la Oficina de Patentes como delineante, cobrando tres libras a la semana. Por aquel entonces registró su primera patente, un isometrógrafo, para su uso en el relleno y sombreado al delinear.

### Comienzos en la industria
A finales de 1888 Lanchester comenzó a trabajar en la Forward Gas Engine Company de Saltley (Birmingham) como asistente de gerente. Su contrato incluía una cláusula diciendo que cualquier mejora técnica que hiciera sería propiedad intelectual de la compañía. Lanchester logró, previsoriamente, que se excluyera del contrato antes de firmarlo. Fue una decisión afortunada, pues ya tempranamente en 1889 inventó un regulador de péndulo para controlar la velocidad de giro del motor. Las regalías de dicho invento le reportaron diez chelines por cada uno producido en la Forward Engine. En 1890 patentó un acelerómetro pendular que medía la aceleración y el frenado de vehículos carreteros y ferroviarios.
Tras la muerte de su jefe, Lanchester fue ascendido a su puesto. Diseñó un nuevo motor de gas de mayor tamaño y potencia, superando todos los producidos por la compañía con anterioridad. Se trataba de un motor vertical con válvulas de asiento horizontales en oposición para admisión y escape. El motor tenía una relación de compresión baja, y por ello una potencia reducida, pero era muy económico de operar.
En 1890 Lanchester patentó un dispositivo de arranque para motores de gas cuyos derechos vendió a la Crossley Gas Engine Company por una buena suma.
Alquiló un taller en las cercanías de la fábrica de la Forward Company para sus experimentos. En él, produjo un motor monocilíndrico de gas de 3 HP (2,2 kW) a 600 rpm. Lo acopló directamente a una dinamo con la que iluminó la oficina de la compañía y parte de la fábrica.
Lanchester terminó por sentir un irritante conflicto entre su trabajo y su investigación personal. Por ello, en 1893, dejó su cargo en manos de su hermano George. Aproximadamente por las mismas fechas, desarrolló un segundo motor que funcionaba con benceno a 800 rpm. Como parte de este nuevo motor desarrolló un carburador revolucionario para asegurar la mezcla de aire y combustible. Este carburador se llamó de mechas, porque el combustible se vertía sobre una serie de mechas donde se evaporaba. La nueva invención fue patentada en 1905.

### Trabajos propios
Lanchester instaló este nuevo motor en una lancha, que el motor propulsaba mediante una rueda de paletas. Construyó la lancha en el jardín de su casa en Olton (Warwickshire). Realizó su primer viaje en el canal de Salter (Oxford) en 1904, siendo el primer bote a motor de Gran Bretaña.
Tras instalar un motor con combustible líquido en un bote, el siguiente paso lógico era usarlo para el transporte terrestre. Lanchester diseñó un vehículo de cuatro ruedas para ser movido por un motor de derivados del petróleo. También diseñó un motor de 5 HP (3,7 kW) con dos cigüeñales rotando en oposición para lograr más suavidad en el movimiento. El motor se refrigeraba por aire mediante vanos en el volante de inercia. Incluía una caja de cambios epicicloidal revolucionaria, que se adelantó varios años a la de Henry Ford y le daba dos velocidades más la marcha atrás. La tracción era trasera, comunicada mediante cadenas. El chasis tenía forma de nuez y podía alojar a tres pasajeros en una fila. Sirva de comparación el triciclo de Rudolf Egg, con un motor de 3 HP 2,2 kW (402 cc) para de Dion-Bouton que alcanzaba 40 km/h, y el de Léon Bollée de 1,9 kW con 650 cc que alcanzaba los 50 km/h.
El automóvil de Lanchester estuvo terminado en 1895 y comenzó a rodar en 1896. Las pruebas fueron decepcionantes, faltándole potencia y teniendo problemas de transmisión. Lanchester diseñó un nuevo motor de 8 HP (6 kW) de 2.895 cc con refrigeración por aire y dos cilindros horizontales en oposición (de nuevo con dos cigüeñales). También rediseñó la transmisión epicicloidal, combinándola con el motor. Un eje de transmisión conectaba la caja de cambios con el eje motor. El nuevo conjunto motor-transmisión se instaló sobre el coche de 1895.
Al margen de sus avances automovilísticos, Lanchester empezó a estudiar aeronáutica en profundidad en 1892, once años antes de que se lograra el primer vuelo a motor exitoso. Mientras viajaba a los Estados Unidos, estudió el vuelo de las gaviotas, admirando como usaban las alas sin movimiento para aprovechar las corrientes de aire. Midió varios pájaros para ver donde se situaba su centro de gravedad en comparación a su centro de sustentación. Como conclusión, Lanchester formuló su teoría de vuelo basada en la circulación de aire, origen de la teoría de perfiles alares. En 1894, probó su teoría en varios modelos y en 1897 presentó un artículo titulado "El remonte de los pájaros y las posibilidades del vuelo mecánico" ante la Physical Society. Sin embargo, era demasiado avanzado para el estado del arte y fue rechazado, mientras Lanchester se daba cuenta de que se necesitaría un motor con una relación potencia a peso (potencia específica) muy superior a los existentes. Se propuso diseñar tal motor, pero se le advirtió que no sería tomado en serio. Desalentado por las respuestas a su teoría, se concentró en su trabajo automotriz durante los siguientes diez años.
Para entonces, Lanchester ya había trasladado su negocio a un taller mayor en Ladywood Road, Fiveways (Birmingham) a medida que el trabajo en el coche progresaba. Vendió su casa para financiar su investigación. Un segundo coche fue construido con el mismo motor y transmisión pero con un novedoso sistema de suspensión cantilever. Para 1898 estaba completo y había ganado una medalla de oro por su diseño y por su desempeño en la Feria Automovilística de Richmond. El diseño pasó a ser conocido como el faetón de oro.

### La Lanchester Engine Company
En 1898, Lanchester diseñó una versión refrigerada por agua de su motor de 1 kW para ser usada en un bote moviendo una hélice. En 1990 el faetón de oro participó en las 1000 millas del Royal Automobile Club, completándolas con éxito con un solo fallo mecánico.
En 1899 Lanchester y sus hermanos crearon la Lanchester Engine Company para fabricar coches y venderlos. Adquirieron una fábrica en Montgomery Street, Sparkbrook, Birmingham, conocida como Armourer Works. En ella, Lanchester diseñó un nuevo motor bicilíndrico de 10 HP. Decidió seguir usando una transmisión mediante tornillo sin fin y diseñó una máquina para el tallado de los dientes del tornillo. Patentó la máquina en 1905 y fue durante 25 años el método de fabricación de engranajes de la compañía. También introdujo ejes acanalados para sustituir llaves y cerraduras, lo que patentó. El eje trasero tenía rodamientos cuya fabricación diseñó también Lanchester. El coche tenía el motor entre los dos asientos delanteros en vez de delante de estos y usaba una especie de rueda de cabillas en vez de un verdadero volante de dirección. La transmisión incluía un sistema como los modernos frenos de disco, que accionaba sobre el embrague en vez del sistema separado de la mayoría de coches.
Un nuevo motor de 10 hp (1 kW) apareció en 1901 y estuvo en producción hasta 1905, con algunas modificaciones menores. Lanchester se convirtió en amigo de Rudyard Kipling, al que mandaba modelos en pruebas. En 1905 creó un nuevo motor tetracilíndrico de 20 HP (15,9 kW) y en 1906 un motor de seis cilindros de 28 HO (20,9 kW). Le preocupaban las vibraciones, así que introdujo un amortiguador en el cigüeñal, patentando la idea.
La Lanchester Engine Company vendió aproximadamente 350 coches de varios diseños entre 1900 y 1904, cuando la empresa acabó en bancarrota por negligencias de la junta directiva. Fue reconvertida en The Lanchester Motor Company, pero Lanchester se desilusionó con la nueva dirección y dimitió en 1910 para convertirse en un mero consultor técnico a tiempo parcial. Sus hermanos George y Frank asumieron la responsabilidad técnica y económica. En 1909 Lanchester se convirtió también en consultor de Daimler, para la que diseñó el bus híbrido KPL, y de su subsidiaria británica, Birmingham Small Arms.
Durante este periodo experimentó con la inyección de combustible, turbocompresores y volantes en 1907, además de inventar el pedal acelerador para ayudar a controlar el motor. Fue el primero en usar llantas radiales, rodamientos presurizados con aceite, pistones de acero estampado, segmentos de estanqueidad, bielas huecas, amortiguadores torsionales y poleas de cigüeñal.

### Trabajo postautomotriz: aeronáutica y Primera Guerra Mundial
En 1907 publicó una obra en dos volúmenes titulada Vuelo aéreo en la que trataba los problemas del vuelo a motor. En el escrito desarrollaba un modelo para los vórtices generados tras el ala durante el vuelo, con la primera descripción física de la sustentación y el arrastre. Aunque no tuvo éxito en su país natal, generó interés en Alemania, donde Ludwig Prandtl validó matemáticamente su trabajo. En el segundo tomo describía la estabilidad de una aeronave, para lo que desarrolló su teoría del fugoide como descriptor de oscilaciones y pérdidas. Durante este trabajo se esbozaron las ideas fundamentales de la aeronáutica, aunque no fue hasta el final de su vida cuando se le reconoció la influencia que tuvo en el área.
En 1909 Herbert Henry Asquith creó el Real Comité Asesor sobre Aeronáutica, del que Lanchester fue hecho miembro. Acertó en predecir que la aviación jugaría un rol importante en la guerra, a diferencia de los altos mandos militares que consideraban que el arte bélico no cambiaría con respecto al modelo tradicional. Ese mismo año, 1909, Lanchester patentó una hélice contrarrotativa.
La llegada de la Primera Guerra Mundial intensificó su afición a la aeronáutica. Intentó predecir el resultado de los combates aéreos que empezaban a desarrollarse. En 1916 publicó un libro titulado "Aeronaves en la batalla: el amanecer del cuarto ejército", en la que usaba una serie de ecuaciones diferenciales que hoy se conocen como leyes de Lanchester para describir una batalla entre dos fuerzas enemigas. En ellas, el desgaste de cada fuerza estaba relacionado con la fuerza de la otra y mostraba el efecto del armamento moderno al cambiar la capacidad de fuego por unidad militar. Un ejército el doble de grande tenía antiguamente el doble de fuerza, pero con las nuevas capacidades armamentísticas podían alcanzar cuatro veces el potencial militar inicial. Estas leyes fueron originalmente empleadas en los Estados Unidos para optimizar la logística, siendo una de las bases de la investigación operativa, hoy en día ampliamente usada.

### Posguerra
En 1919, con 55 años, Lanchester se casó con Dorothea Cooper, hija del vicario de la iglesia de San Pedro en Field Broughton (Lancashire) Thomas Cooper. La pareja se mudó al 41 de Bedford Square en Londres, pero en 1924, Lanchester construyó una casa de diseño propio (Dyott End) en Oxford Road, Moseley. Vivieron ahí el resto de su vida juntos sin tener hijos. Fue elegido miembro de la Royal Society en 1922, y en 1926 de la Royal Aeronautical Society, que le condecoró con una medalla de oro.
Por entonces, la Lanchester Engine Company introdujo un nuevo motor de cuatro cilindros convencional, en competición con el Rolls Royce 40/50 hp. En 1924 se le sumó un nuevo motor de seis cilindros con 21 HP y árbol de levas en posición superior. La compañía se había convertido en 1921 en la primera en exportar coches con el volante a la izquierda y fue la primera en vender cristales tintados. En 1928 se introdujo un nuevo motor de ocho cilindros con 4440 cc para el Southport Rally, de nuevo con levas superiores. Fue el último Lanchester, antes de que BSA comprara la compañía tras haber adquirido Daimler. Desde entonces y hasta 1956, los coches de Lanchester fueron fabricados en la factoría de Daimler en Coventry, como parte de la compañía.

### Últimos años
En 1925 Lanchester fundó una compañía llamada Lanchester Laboratories Ltd., con el fin de realizar investigación aplicada y desarrollos industriales. Aunque ideó mejoras para los altavoces usados en radio y gramófonos, fue incapaz de comercializarlos con éxito en medio de la Gran Depresión. Continuó trabajando sin descanso hasta que en 1934 la salud comenzó a fallarle y se vio obligado a cerrar la empresa. Se le diagnosticó la enfermedad de Parkinson y cataratas, lo que le impidió desempeñar ningún "trabajo oficial" durante la Segunda Guerra Mundial.
Fue condecorado con las medallas de oro de la Institution of Civil Engineers (1941) y de la Institution of Mechanical Engineers (1945).
Además de ser un afamado ingeniero, entre sus intereses se encontraban el canto y la poesía. Bajo el pseudónimo de Paul Netherton-Herries publicó dos volúmenes de poemas.
Sin embargo, su éxito técnico no se correspondió con el éxito comercial y vivió sus últimos años entre estrecheces, sobreviviendo y logrando mantener su casa gracias a la caridad. Murió en su hogar, Dyott End, el 8 de marzo de 1946.

### Aportación a la arquitectura neumática.
Lanchester solicitó una patente en 1917 para una tienda de campaña mejorada, que contenía los principios físicos y de diseño de las estructuras neumáticas posteriores. Su invención sirvió de base teórica a los desarrollos posteriores que permitieron que se materializasen las estructuras soportadas por aire. 